# Mistrzostwa Europy Juniorów w Saneczkarstwie 1974
20. Mistrzostwa Europy juniorów w saneczkarstwie 1974 odbyły się 12 stycznia w Schlehdorf, w RFN. Rozegrane zostały trzy konkurencje: jedynki kobiet, jedynki mężczyzn oraz dwójki mężczyzn. W klasyfikacji medalowej najlepsi byli reprezentanci Niemieckiej Republiki Demokratycznej. Polacy wywalczyli 2 medale. Piotr Bugajczyk został wicemistrzem Europy w jedynkach, a Jan Kasielski i Krzysztof Kuklik zdobyli brąz w dwójkach. Srebrny medal w dwójkach zdobyła para w której skład wszedł Fin Ray Lindfors i Włoch Josef Mairhofer. Zdobyte przez nich medale nie liczą się do klasyfikacji medalowej.

## Terminarz
| Data             | Miejscowość | Konkurencja      | Złoto                           | Srebro                       | Brąz                           |
| ---------------- | ----------- | ---------------- | ------------------------------- | ---------------------------- | ------------------------------ |
| 12 stycznia 1974 | Schlehdorf  | Jedynki kobiet   | Sarah Felder                    | Sieglinde Kaiser             | Sieglinde Peschel              |
| 12 stycznia 1974 | Schlehdorf  | Jedynki mężczyzn | Volker Messing                  | Piotr Bugajczyk              | Michael Gardebäck              |
| 27 stycznia 1974 | Bad Aussee  | Dwójki mężczyzn  | Volker Messing Wolfgang Seifert | Ray Lindfors Josef Mairhofer | Jan Kasielski Krzysztof Kuklik |

## Wyniki

### Jedynki kobiet
- Data / Początek: Sobota 12 stycznia 1974

| Medal | Zawodniczka             | Narodowość     |
| ----- | ----------------------- | -------------- |
|       | Sarah Felder            | Włochy         |
|       | Sieglinde Kaiser        | NRD            |
|       | Sieglinde Peschel       | NRD            |
| 4.    | Amanda Pfeifer          | RFN            |
| 5.    | Margitta Miene          | NRD            |
| 6.    | Angelika Riedel         | NRD            |
| 7.    | Wiera Zozula            | ZSRR           |
| 8.    | Liubow Subbotina        | ZSRR           |
| 9.    | Lucyna Grzyb            | Polska         |
| 10.   | Christina Gruber        | Austria        |
| 11.   | Olga Stavenska          | Czechosłowacja |
| 12.   | Veronika Holmsten       | Szwecja        |
| 13.   | Angelika Drexel         | Austria        |
| 14.   | Barbara Kucharska       | Polska         |
| 15.   | Eva Carqill-Carlsson    | Szwecja        |
| 16.   | Irmgard Kreitmeier      | RFN            |
| 17.   | Elke Pilz               | RFN            |
| 18.   | Edith Rauszik           | Austria        |
| 19.   | Swietłana Telekonnikowa | ZSRR           |
| 20.   | Eva Vecernikova         | Czechosłowacja |

### Jedynki mężczyzn
- Data / Początek: Sobota 12 stycznia 1974

| Medal | Zawodnik              | Narodowość     |
| ----- | --------------------- | -------------- |
|       | Volker Messing        | NRD            |
|       | Piotr Bugajczyk       | Polska         |
|       | Michael Gardebäck     | Szwecja        |
| 4.    | Jan Kasielski         | Polska         |
| 5.    | Ray Lindfors          | Finlandia      |
| 6.    | Albert Graf           | Austria        |
| 7.    | Alfred Lechleitner    | Austria        |
| 8.    | Ernst Haspinger       | Włochy         |
| 9.    | Gottfried Frener      | Włochy         |
| 10.   | Harald Pfeifer        | RFN            |
| 11.   | Christoph Schulte     | RFN            |
| 12.   | Anton Wembacher       | RFN            |
| 13.   | Aigars Kriķis         | ZSRR           |
| 14.   | Martin Ore            | Norwegia       |
| 15.   | Bernd Dreyer          | NRD            |
| 16.   | Per Haugen            | Norwegia       |
| 17.   | Ernst Wild            | Włochy         |
| 18.   | Stanislav Ptácník     | Czechosłowacja |
| 19.   | Kazimierz Baba        | Polska         |
| 20.   | Aleksander Piotrowicz | Polska         |
| 21.   | Ivan Matos            | Czechosłowacja |
| 22.   | Hermann Pusch         | Austria        |
| 23.   | Roman Raich           | RFN            |
| 24.   | Dainis Bremse         | ZSRR           |
| 25.   | Jan Cidlik            | Czechosłowacja |
| 26.   | Hans-Jörg Raffl       | Włochy         |
| 27.   | Milos Moravec         | Czechosłowacja |
| 28.   | Nils Vinberg          | Szwecja        |
| 29.   | Wolfgang Seifert      | NRD            |
| 30.   | Heinz Pacher          | Austria        |
| 31.   | Paul Böhmer           | RFN            |
| 32.   | Vladimir Chladek      | Czechosłowacja |
| 33.   | Piotr Staniek         | Polska         |
| 34.   | Aleksandr Orłow       | ZSRR           |
| 35.   | Anton Kladny          | Czechosłowacja |
| 36.   | Karl Feichter         | Włochy         |
| 37.   | Jurij Masczirow       | ZSRR           |
| 38.   | Georg Fluckinger      | Austria        |
| 39.   | Stefan Scheucher      | Austria        |
| 40.   | Uwe Krausse           | NRD            |

### Dwójki mężczyzn
- Data / Początek: Sobota 12 stycznia 1974

| Medal | Zawodnik                            | Narodowość         |
| ----- | ----------------------------------- | ------------------ |
|       | Volker Messing Wolfgang Seifert     | NRD                |
|       | Ray Lindfors Josef Mairhofer        | Finlandia · Włochy |
|       | Jan Kasielski Krzysztof Kuklik      | Polska             |
| 4.    | Anton Wembacher Roman Raich         | RFN                |
| 5.    | Uwe Günther Helmut Günther          | NRD                |
| 6.    | Gottfried Frener Ernst Wild         | Włochy             |
| 7.    | Bernd Dreyer Andreas Sauer          | NRD                |
| 8.    | Michael Gardebäck Nils Vinberg      | Szwecja            |
| 9.    | Stefan Scheucher Hermann Pusch      | Austria            |
| 10.   | Harald Pfeifer Gerhard Böhmer       | RFN                |
| 11.   | Christoph Schulte Jürgen Pilz       | RFN                |
| 12.   | Milos Moravec Anton Kladny          | Czechosłowacja     |
| 13.   | Dainis Bremse Aigars Kriķis         | ZSRR               |
| 14.   | Stanislav Ptácník Ivan Matos        | Czechosłowacja     |
| 15.   | Georg Fluckinger Günther Wildinger  | Austria            |
| 16.   | Alfred Lechleitner Herbert Mair     | Austria            |
| 17.   | Jan Chidlik Vladimir Chladek        | Czechosłowacja     |
| 18.   | Piotr Staniek Aleksander Piotrowicz | Polska             |

## Klasyfikacja medalowa
| Miejsce | Państwo |   |   |   | Razem |
| ------- | ------- | - | - | - | ----- |
| 1.      | NRD     | 1 | 1 | 1 | 3     |
| 2.      | Austria | 1 | 0 | 0 | 1     |
| 2.      | Włochy  | 1 | 0 | 0 | 1     |
| 4.      | Polska  | 0 | 1 | 1 | 2     |
| 5.      | Szwecja | 0 | 0 | 1 | 1     |